# Toerisme Vlaamse Ardennen
Toerisme Vlaamse Ardennen vzw is een interbestuurlijk samenwerkingsverband tussen de steden en gemeenten in de Belgische regio Vlaamse Ardennen, Toerisme Oost-Vlaanderen en enkele private leden. Het doel van de vzw is het toerisme en recreatie te bevorderen in de toeristische regio Vlaamse Ardennen.

## Geschiedenis

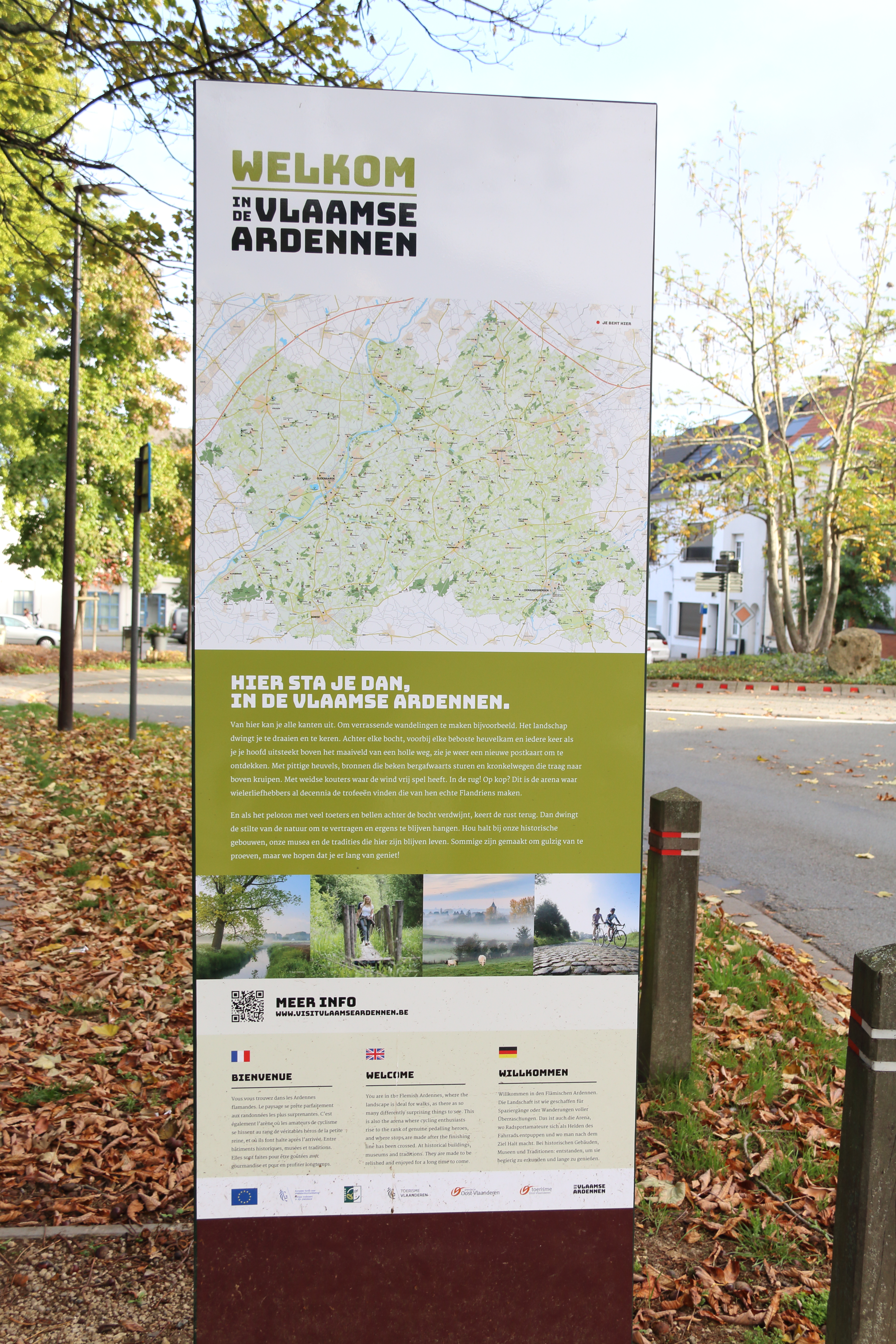
Toeristische infozuil Toerisme Vlaamse Ardennen in Zottegem

Toerisme Vlaamse Ardennen werd opgericht op 20 september 2001, te Zottegem. De leden van de Raad van Bestuur kozen in hun midden uit de vertegenwoordigers van de steden en gemeenten en de private leden een voorzitter, sinds 2013 Luc Hoorens, ondervoorzitter en penningmeester. Deze mandaten worden door het organiseren van een verkiezing bij het begin van een nieuwe legislatuur opnieuw opengesteld. Het mandaat van de secretaris wordt ambtshalve ingevuld door de regiocoördinator, tewerkgesteld bij Toerisme Oost-Vlaanderen.

## Doelstelling
De vereniging stelt zich tot doel het initiëren, stimuleren en coördineren van de toeristisch-recreatieve initiatieven (beleidsplanning, promotie en productontwikkeling) van de toeristische regio Vlaamse Ardennen. Toerisme Vlaamse Ardennen is daarnaast ook het aanspreekpunt van de recreatief-toeristische sector in de streek. Deze gebiedsgerichte toerismewerking op vlak van toerisme gebeurt op twee manieren: zelf keuzes maken en deze ook uitvoeren met eigen middelen of via een gesubsidieerde, projectmatige werking.

## Projecten

### Landschapsbeleving in de Vlaamse Ardennen
Begin 2016 werd het samenwerkingsproject 'Landschapsbeleving in de Vlaamse Ardennen' opgestart op initiatief van Regionaal Landschap Vlaamse Ardennen, Natuurpunt, Erfgoed Vlaamse Ardennen en Toerisme Vlaamse Ardennen. Het project kwam tot stand met de financiële steun van Leader, een Europees subsidiëringsprogramma voor plattelandsontwikkeling. Het project werd opgestart om de functionele landschapsstructuur en -beleving te versterken door de ontstaansgeschiedenis van de Vlaamse Ardennen te analyseren.

### Streekmotor23
Streekfonds Vlaamse Ardennen en Denderstreek kreeg de naam Streekmotor23 en is actief in 23 gemeenten van Zuid-Oost-Vlaanderen. De stichtende organisaties van het streekfonds zijn Regionaal Landschap Vlaamse Ardennen, Streekoverleg Z.-O.-Vlaanderen en Toerisme Vlaamse Ardennen. Streekmotor23 zamelt middelen in bij burgers en bedrijven met als doel lokale initiatieven te steunen. Het streekfonds wordt erkend door en is ondergebracht onder de Koning Boudewijnstichting. Jaarlijks organiseert Streekmotor23 minimaal 1 projectgroep.

### Grensoverschrijdende samenwerkingen
De organisatie werkte ook samen met aangrenzende regio's als Pajottenland. In 2019 opende het samenwerkingsproject van Toerisme Vlaamse Ardennen en Pajottenland+. Het project kreeg financiële ondersteuning van Leader Vlaamse Ardennen en Leader Pajottenland. De organisaties voerden toeristische acties uit om beide regio's te promoten.

### Toeristische wandel- en fietsinfrastructuur
In 2006 creëerde de vzw (in samenwerking met Toerisme Oost-Vlaanderen) het fietsknooppuntennetwerk 'Vlaamse Ardennen' en in 2010 een wandelnetwerk 'Getuigenheuvels' . Toerisme Vlaamse Ardennen breidde vanaf 2017 het wandelknooppuntennetwerk in de Vlaamse Ardennen uit tot drie deelgebieden ('Vlaamse Ardennen - Getuigenheuvels', 'Vlaamse Ardennen - Bronbossen' en 'Vlaamse Ardennen - Zwalmvallei').  In 2009 ontwikkelde de organisatie samen met de vzw Grote Routepaden een Streek-GR Vlaamse Ardennen. Het lusvormige streekpad is 157 kilometer lang. Het GR-pad werd op 6 juni 2009 officieel opengesteld. 